# Marisa Silver
Pour les articles homonymes, voir Silver.
Marisa Silver née le 23 avril 1960 à Shaker Heights, Ohio est une scénariste et réalisatrice américaine, mais aussi une auteure.

## Biographie
Elle est née en avril 1960 à Shaker Heights, Ohio, fille de la réalisatrice américaine Joan Micklin Silver, et du réalisateur et producteur Raphaël Silver. Elle étudie à l'Université Harvard et se spécialise dans les études visuelles. Après avoir assisté le documentariste Ricky Leacock, membre du Massachusetts Institute of Technology, dans la réalisation d'un film sur l'artiste Maud Morgan, elle abandonne ses études universitaires et suit Ricky Leacock dans son travail.
Elle travaille sur des films documentaires, puis écrit un scénario pour un premier long métrage de fiction, Old Enough, produit par sa sœur, Dina Silver. Le film remporte le Grand prix du jury au festival du film de Sundance en 1984, alors qu'elle a 23 ans.
Elle réalise ensuite trois autres longs métrages : Permanent Record (1988), avec Keanu Reeves; Vital Signs (1990) avec Diane Lane et Jimmy Smits ; et He Said, She Said (1991), avec Kevin Bacon et Elizabeth Perkins. Ce dernier film est coréalisé avec son futur mari, Ken Kwapis (elle l'a rencontré lors d'une fête en 1986)
Après avoir commencé ainsi une carrière à Hollywood, elle change de métier  pour devenir auteure de nouvelles. Expliquant son changement de média, elle déclare : « J'ai senti très fortement que les histoires que je racontais n'étaient pas celles que je voulais raconter, que ce qui m'intéressait - le comportement humain, la nuance du caractère, la vie qui existe dans les ombres et dans la vie - n'était pas, pour l'essentiel, l'étoffe du film. Je savais que je voulais raconter des histoires, mais j'ai réalisé très profondément que je travaillais dans le mauvais médium ».
Avant de se consacrer à l'écriture, Marisa Silver bénéficie d'un programme de résidence à faible coût au Warren Wilson College, où elle enseignera plus tard. Elle étudie avec Antonya Nelson, Robert Boswell et Geoffrey Wolff : « Plus que tout, ils m'ont appris à lire comme un écrivain, à comprendre comment l'art d'écrire est utilisé dans le travail d'autrui et à commencer à voir comment je pourrais l'appliquer dans mon propre travail. Je pense qu'il est assez difficile d'apprendre à quelqu'un à écrire, mais on peut lui apprendre à lire ».
Sa première nouvelle paraît dans le magazine The New Yorker en 2000 et plusieurs autres sont publiées par la suite.
Marisa Silver publie en 2001 le recueil de nouvelles Babe in Paradise, qui est classé parmi les livres remarquables de l'année par The New York Times et parmi les meilleurs livres de l'année par le Los Angeles Times. Une histoire tirée du recueil est incluse dans The Best American Short Stories 2001. En 2005, l'éditeur W. W. Norton & Company publie le roman de Marisa Silver, No Direction Home. Son roman The God of War est publié en avril 2008 par Simon & Schuster. Son deuxième recueil de nouvelles, Alone with You, est publié en 2010, et son troisième roman, Mary Coin, en 2013. Ce dernier est une méditation sur la photographie emblématique de Dorothea Lange, Migrant Mother. Un autre roman, Little Nothing, sort le 13 septembre 2016.
En 2017, elle est conférencière invitée au Graduate Writing Program de l'Otis College et fait également partie de l'équipe enseignant la fiction au Warren Wilson College. Elle reçoit en 2017 une bourse de la John Simon Guggenheim Memorial Foundation pour la fiction.
La New York Public Library choisit Marisa Silver pour une résidence artistique. Pendant cette résidence de 2018 à 2019, elle y effectue des recherches pour le roman The Mysteries, qui est ensuite publié par Bloomsbury en mai 2021. Dans sa rubrique New & Noteworthy, la critique littéraire sur cet ouvrage dans The New York Times décrit The Mysteries en ces termes : « La famille et l'amitié sont les mystères centraux du dernier roman de Silver, qui se déroule dans le tumulte du début des années 1970 et met en scène un lien fragile entre des jeunes filles. ».

## Filmographie

### Comme scénariste
- 1984 : Tendres années (Old Enough)

### Comme réalisatrice
- 1983 : Community of Praise (documentaire)
- 1984 : Tendres années (Old Enough)
- 1988 : Permanent Record
- 1990 : Urgences (Vital Signs)
- 1991 : Elle et lui (He Said, She Said)
- 1992 : Indecency
- 1992 : La Loi de Los Angeles (L.A. Law)